# هستینگز (میشیگان)
هستینگز، میشیگان (به انگلیسی: Hastings, Michigan) یک شهر در ایالات متحده آمریکا با جمعیت ۷٬۳۵۰ نفر است که در میشیگان واقع شده‌است.

## موقعیت جغرافیایی
موقعیت جغرافیایی شهرها و مناطق اطراف به شرح زیر است: